# Дачани
Дачани или, по традиционалном латинском изговору Даки (Daci; антички грчки: Δάκοι, Δάοι, Δάκαι), су трачка племена настањена претежно на подручју данашњих држава Румунија и Молдавија. Дачани, заједно са осталим Трачанима, припадају трачко-илирској грани Индоевропљана. Савремени Молдавци и Румуни њиховог су порекла. Подручје старе Дакије било је пространије од данашње Румуније. Разна дачка племена ујединила су се око 60. п. н. е. Рим ово подручје осваја од 101—107. године, у доба цара Трајана, који је водио два дачка рата: Први дачки рат и Други дачки рат.

## Имена (ГетииДачани)
Кроз историју везану уз Румунију јављају се често два имена, то су Дачани и Гети , имена која могуће означавају исти народ, али и не мора бити, па постоји сумња да су Гети један њихов део. На картама се налазе имена оба племена, а данашњи их историчари често називају Гето-Дачани. Име Getae јавља се већ у 9 веку п. н. е. па до 2. века нове ере. Назив Дачани јавља се код Римљана и много је млађи, негде почетком 1. или 2. век п. н. е., па до 2. века нове ере.

## Територија
Дачани су настањивали подручје које је граничило рекама Тиса и Дњестар, Старом Планином (Балкан) и Црним морем. Овај њихов крај називан је 'карпатско-дунавским' подручјем јер је укључивао Карпатске планине и доњи ток Дунава.

## Праисторија
Индоевропљани, којима сви Трачани припадају заједно са Илирима, мигрирају са степа северно од Црног мора и заузимају цело подручје Европе. Придошлице асимилирају у прастановнике и намећу индоевропски језик. Након процеса сепарације и индивидуализације настају нови народи као што су Хелени (Грци), Италици, Келти, Германи, Илири и разне словенске групе. Дачани су такође један такав народ који се комплетно индивидуализовао на Карпатско-Дунавском територији почетком Гвозденог доба, то јест у 9. веку п. н. е.

### Трачани и Дачани
Дачани се најчешће сматрају северном граном Трачана. Ова чињеница темељи се на неколико старогрчких текстова. Када су древни Грци који су своје северне суседе звали Трачанима, срели Гете, установили су да су у питању језик и обичаји сродни Трачанима, записали су их као трачанско племе. О језику Трачана и Дачана зна се мало. Што се тиче локације Трачана они су настањивали подручје између реке Вардар, Старе планине, и Егејског, Мраморног и Црног мора. Језици им вероватно нису били исти, тек сродни, што су били и по обичајима. Овакав случај не би био редак, у ствари веома је чест, а узрок му лежи у миграцијама и контактима са другим језичним и културним заједницама.

### Сусрет са Персијанцима и обичаји
Веома важне податке о Гетима налазимо код Херодота. Они се спомињу приликом похода Дарија I против Скита, збило се то 514. п. н. е. Дарије I велики краљ Персијанаца, организовао је велику казнену експедицију против Скита. Прешао је Босфор са великом војском и наставио свој пут на север. На свом путу наилази на Трачане које покорава без борбе. Успротивише му се тек Гети које је Дарије ипак поразио. Херодот нам о Гетима надаље говори да узгајају конопљу од које производе своју одећу, а њихову земљу (Дакија) назива 'земљом меда'. Гети су били велики узгајивачи пчела.

## Списак племена
- Albocenses -
- Anarti -
- Apuli – средишња Трансилванија. Средиште им је било Apulum (Piatra Craivii)
- Biephi -
- Buridavenses – северна Молдавија.
- Calipizi – Између Дњестра и Буга.
- Carpi – Источно од Карпата и западно од Дњестра. По њима су Карпати добили име.
- Caucoenses -
- Ciagisi -
- Costoboci – Подручје савремене Украјине и Молдавије (североисточна Дакија).
- Cotenses -
- Crobobizi – Добруџа.
- Keiasigi - У Трансилванији.
- Piephigi – Молдавија
- Potulatenses -
- Predavenses -
- Ratacenses -
- Saldenses – Банат и Крисана у Румунији.
- Sienses -
- Suci – код ушћа Олта.
- Teurisci -
- Trizi.- Добруџа
- Tyragetae – на ушћу Дњестра.

### Антички
- Appian (165). Historia Romana [Roman History] (на језику: Ancient Greek).
- Dio, Cassius (2008). Rome. Volume 3 (of 6). Echo Library. ISBN 978-1-4068-2644-9.
- Cassius, Dio Cocceianus; Cary, Earnest; Foster, Herbert Baldwin (1968). Dio's Roman history, volume 8. W. Heinemann.
- Herodotus (c. 440 BC). Histories (на језику: Ancient Greek). Проверите вредност парамет(а)ра за датум: |date= (помоћ)
- Pliny (the Elder); Rackham, Harris (1971). Pliny Natural History, Volume 2. Harvard University Press.
- Strabo (c. 20 AD). Geographica [Geography] (на језику: Ancient Greek). Проверите вредност парамет(а)ра за датум: |date= (помоћ)
- Strabo; Jones, Horace Leonard; Sterrett, John Robert (1967). The geography of Strabo. Harvard University Press.

### Модерни
- Abramea, Anna P (1994). Thrace. Idea Advertising-Marketing. ISBN 978-9608560918.
- Alecu-Călușiță, Mioara (1992). „Steagul geto-dacilor” [The Geto-Dacians' Flag] (PDF). Noi Tracii (на језику: Romanian). Rome: Centro Europeo di Studii Traci (210). Архивирано из оригинала (PDF) 2. 10. 2013. г.
- Applebaum, Shimon (1976). Prolegomena to the study of the second Jewish revolt (A.D. 132–135). BAR.
- Astarita, Maria Laura (1983). Avidio Cassio. Ed. di Storia e Letteratura. OCLC 461867183.
- Barnes, Timothy D. (1984). Constantine and Eusebius. Harvard. ISBN 978-0674165311.
- Barbulescu, Mihai; Nagler, Thomas (2005). The History of Transylvania: Until 1541. Coordinator Pop, Ioan Aurel. Cluj-Napoca: Romanian Cultural Institute. ISBN 978-9737784001.
- Berresford Ellis, Peter (1996). Celt and Greek: Celts in the Hellenic World. Constable & Robinson. ISBN 978-0094755802.
- Bennett, Julian (1997). Trajan: Optimus Princeps. Routledge. ISBN 978-0415165242.
- Boak, Arthur E. R.; Sinnigen, William G. (1977). A History of Rome to A.D. 565 (6th Rev изд.). Macmillan. ISBN 978-0029796900.
- Boila, Lucian (2001). Romania: Borderland of Europe. Reaktion. ISBN 978-1861891037.
- Bowman, Alan; Cameron, Averil; Garnsey, Peter (2005). The Crisis of Empire, AD 193–337. The Cambridge Ancient History. 12. Cambridge University Press. ISBN 978-0521301992.
- Brixhe, Claude (2008). Phrygian in The Ancient Languages of Asia Minor. Cambridge University Press. ISBN 978-0521684965.
- Bunbury, Edward Herbert (1979). A history of ancient geography among the Greeks and Romans: from the earliest ages till the fall of the Roman empire. London: Humanities Press International. ISBN 978-9070265113.
- Bunson, Matthew (1995). A Dictionary of the Roman Empire. Oxford University Press. ISBN 978-0195102338.
- Bunson, Matthew (2002). Roman Empire, Encyclopedia of The, Revised Edition. Fitzhenry & Whiteside; 2nd Revised edition. ISBN 978-0816045624.
- Burns, Thomas S. (1991). A History of the Ostrogoths. Indiana University Press. ISBN 978-0253206008.
- Bury, John Bagnell; Cook, Stanley Arthur; Adcock, Frank E.; Percival Charlesworth, Martin (1954). Rome and the Mediterranean, 218-133 BC. The Cambridge Ancient History. Macmillan.
- Cardos, G; Stoian, V; Miritoiu, N; Comsa, A; Kroll, A; Voss, S; Rodewald, A (2004). Paleo-mtDNA analysis and population genetic aspects of old Thracian populations from South-East of Romania. Romanian Society of legal medicine. Архивирано из оригинала 12. 2. 2009. г. Приступљено 9. 9. 2017.
- Chakraberty, Chandra (1948). The prehistory of India: tribal migrations. Vijayakrishna.
- Clarke, John R. (2003). Art in the Lives of Ordinary Romans: Visual Representation and Non-Elite Viewers in Italy, 100 B.C.-A.D. 315. University of California. ISBN 978-0520219762.
- Conti, Stefano; Scardigli, Barbara; Torchio, Maria Cristina (2007). Geografia e viaggi nell'antichità. Ancona. ISBN 978-8873260905.
- Cowan, Ross (2003). Imperial Roman Legionary AD 161–284. Osprey. ISBN 978-1841766010.
- Crișan, Ion Horațiu (1978). Burebista and his time. Bibliotheca historica Romaniae. Превод: Sanda Mihailescu. Bucuresti: Editura Academiei Republicii Socialiste Romania.
- Crossland, R.A.; Boardman, John (1982). Linguistic problems of the Balkan area in the late prehistoric and early Classical period. The Cambridge Ancient History. 3. Cambridge University Press. ISBN 978-0521224963.
- Cunliffe, Barry W. (1994). Rome and Her Empire. Constable. ISBN 978-0094735002.
- Denne Parker, Henry Michael (1958). A history of the Roman world from AD 138 to 337. Methuen.
- Dumitrescu, Vlad; Boardman, John; Hammond, N. G. L; Sollberger, E (1982). The prehistory of Romania from the earliest times to 1000 BC. The Prehistory of the Balkans, the Middle East and the Aegean World, Tenth to Eighth Centuries BC. The Cambridge Ancient History. Cambridge University Press. ISBN 978-0521224963.
- Duridanov, Ivan (1985). Die Sprache der Thraker [The Language of the Thracians]. Bulgarische Sammlung (на језику: German). Neuried: Hieronymus Verlag. ISBN 978-3888930317.
- Eisler, Robert (1951). Man into wolf: an anthropological interpretation of sadism, masochism, and lycanthropy. London: Routledge and Kegan Paul. ASIN B0000CI25D.
- Eliade, Mircea (1986). Zalmoxis, the vanishing God: comparative studies in the religions and folklore of Dacia and Eastern Europe. University of Chicago Press. ISBN 978-0226203850.
- Eliade, Mircea (1995).  Ivănescu, Maria; Ivănescu, Cezar, ур. De la Zalmoxis la Genghis-Han: studii comparative despre religiile și folclorul Daciei și Europei Orientale [From Zalmoxis to Genghis Khan: comparative studies in the religions and folklore of Dacia and Eastern Europe] (на језику: Romanian) (Based on the translation from French of De Zalmoxis à Gengis-Khan, Payot, Paris, 1970 изд.). București, Romania: Humanitas. ISBN 978-9732805541.
- Ellis, L. (1998). 'Terra deserta': population, politics, and the [de]colonization of Dacia. World archaeology. Routledge. ISBN 978-0415198097.
- Ellis, Robert (1861). The Armenian origin of the Etruscans. Parker, Son and Bourn. ISBN 9781103481309.Шаблон:Better source
- Elton, Hugh; Lenski, Noel Emmanuel (2005). Warfare and the Military. The Cambridge Companion to the Age of Constantine. Cambridge University Press. ISBN 978-0521818384.
- Everitt, Anthony (2010). Hadrian and the Triumph of Rome. Random House Trade. ISBN 978-0812978148.
- Fisher, Iancu (2003). Les substrats et leur influence sur les langues romanes: la Romania du Sud-Est / Substrate und ihre Wirkung auf die romanischen Sprachen: Sudostromania in Romanische Sprachgeschichte. Mouton De Gruyter. ISBN 978-3110146943.
- Florov, Irina (2001). The 3000-year-old hat: New connections with Old Europe : the Thraco-Phrygian world. Golden Vine. ISBN 978-0968848708.
- Fol, Alexander (1996). „Thracians, Celts, Illyrians and Dacians”.  Ур.: de Laet, Sigfried J. History of Humanity. History of Humanity. Volume 3: From the seventh century B.C. to the seventh century A.D. UNESCO. ISBN 978-9231028120.
- Georgiev, Vladimir Ivanov (1960). Българска етимология и ономастика (на језику: Bulgarian и French). Sofia: Bŭlgarska akademii︠a︡ na naukite. Institut za Bŭlgarski ezik.
- Glodariu, Ioan (1976). Dacian trade with the Hellenistic and Roman world. British Archaeological Reports. ISBN 978-0904531404.
- Glodariu, Ioan; Pop, Ioan Aurel; Nagler, Thomas (2005). The history and civilization of the Dacians. The history of Transylvania Until 1541. Romanian Cultural Institute, Cluj Napoca. ISBN 978-9737784001.
- Goffart, Walter A. (2006). Barbarian Tides: The Migration Age and the Later Roman Empire. University of Pennsylvania Press. ISBN 978-0812239393.
- Groh, Vladimir (1964). Mnema. Univerzita J.E. Purkyně v Brně. Filozofická fakulta.
- Grumeza, Ion (2009). Dacia: Land of Transylvania, Cornerstone of Ancient Eastern Europe. Hamilton Books. ISBN 978-0-7618-4465-5.
- Gibbon, Edward (1776) [2008]. The History of the Decline and Fall of the Roman Empire. Vol. I. Cosimo Classics. ISBN 978-1605201207.
- Garašanin, Milutin V.; Benac, Alojz (1973). Actes du VIIIe congrès international des sciences préhistoriques (на језику: French). International Union of Prehistoric and Protohistoric Sciences.
- Georgescu, Vlad (1991).  Matei Calinescu, ур. The Romanians – A History. Превод: Alexandra Bley-Vroman. I. B. Tauris. ISBN 978-1850433323.
- Gibbon, Edward (1776) [2008]. The History of the Decline and Fall of the Roman Empire. Vol. I. Cosimo Classics. ISBN 978-1605201207.
- Goodman, Martin; Sherwood, Jane (2002). The Roman World 44 BC–AD 180. Routledge. ISBN 978-0203408612.
- Hainsworth, J.B. (1982).  Boardman, John, ур. The relationships of the ancient languages of the Balkan. The Cambridge Ancient History. 3 (2nd изд.). Cambridge University Press. ISBN 978-0521224963.
- Hazel, John (2002). Who's Who in the Roman World. Routledge. ISBN 978-0203425992.
- Heather, Peter (2006). The Fall of the Roman Empire: A New History of Rome and the Barbarians. Oxford University Press. ISBN 978-0195159547.
- Heather, Peter (2010). Empires and Barbarians: Migration, Development, and the Birth of Europe. Oxford University Press. ISBN 978-0199735600.
- Husovská, Ludmilá (1998). Slovakia: walking through centuries of cities and towns. Príroda. ISBN 978-8007010413.
- Jażdżewski, Konrad (1948). Atlas to the prehistory of the Slavs. Превод: Teresa A. Dmochowska. Łódzkie Towarzystwo Naukowe / Łodz Scientific Society.
- Jeanmaire, Henri (1975). Couroi et courètes (на језику: French). New York: Arno. ISBN 978-0405070013.
- Kephart, Calvin (1949). Sanskrit: its origin, composition, and diffusion. Shenandoah.
- Koch, John T (2005). Dacians and Celts. Celtic culture: a historical encyclopedia. 1. ABC-CLIO. ISBN 978-1851094400.
- Köpeczi, Béla; Makkai, Laszlo; Mócsy, András; Szász, Zoltán; Barta, Gabor (2002). History of Transylvania – From the Beginnings to 1606 (на језику: Hungarian). East European Monographs. ISBN 978-0880334792.
- Kostrzewski, Józef (1949). Les origines de la civilisation polonaise. Press University of France.
- Lemny, Stefan; Iorga, Nicolae (1984). Vasile Pârvan. Editura Eminescu.
- Lewis, D. M.; Boardman, John; Hornblower, Simon; Ostwald, M., ур. (2008). The fourth century B.C. The Cambridge ancient history. 6 (7 изд.). Cambridge University Press. ISBN 978-0521233484.
- Luttwak, Edward N. (1976). The grand strategy of the Roman Empire from the first century A.D. to the third. Baltimore: Johns Hopkins. ISBN 978-0801818639.
- MacKendrick, Paul Lachlan (2000). The Dacian Stones Speak. Chapel Hill, North Carolina: University of North Carolina. ISBN 978-0807849392.
- MacKenzie, Andrew (1986). Archaeology in Romania: the mystery of the Roman occupation. Robert Hale. ISBN 978-0709027249.
- Millar, Fergus (2004).  Cotton, Hannah M.; Rogers, Guy M., ур. Rome, the Greek World, and the East. Volume 2: Government, Society, and Culture in the Roman Empire. University of North Carolina. ISBN 978-0807855201.
- Millar, Fergus (1981). Roman Empire and Its Neighbours (2nd illus. изд.). Gerald Duckworth. ISBN 978-0715614525.
- Minns, Ellis Hovell (1913) [2011]. Scythians and Greeks: a survey of ancient history and archaeology on the north coast of the Euxine from the Danube to the Caucasus. Cambridge University Press. ISBN 978-1108024877.
- Mountain, Harry (1998). The Celtic Encyclopedia. Universal. ISBN 978-1581128901.
- Mulvin, Lynda (2002). Late Roman Villas in the Danube-Balkan Region. BAR. ISBN 978-1841714448.
- Nandris, John (1976).  Friesinger, Herwig; Kerchler, Helga; Pittioni, Richard; Mitscha-Märheim, Herbert, ур. „The Dacian Iron Age – A Comment in a European Context”. Archaeologia Austriaca (Festschrift für Richard Pittioni zum siebzigsten Geburtstag изд.). Vienna: Deuticke. 13 (13–14). ISBN 978-3700544203. ISSN 0003-8008.
- Niessen, James P. (2004). Eastern Europe: An Introduction to the People, Lands, and Culture. ABC-CLIO. ISBN 978-1576078006.
- Nixon, C. E. V.; Saylor Rodgers, Barbara (1995). In Praise of Later Roman Emperors: The Panegyric Latini. University of California. ISBN 978-0520083264.
- Oltean, Ioana Adina (2007). Dacia: landscape, colonisation and romanisation. Routledge. ISBN 978-0415412520.
- Otto, Karl-Heinz (2000). „Deutscher Verlag der Wissenschaften”. Ethnographisch-archäologische Zeitschrift. Humboldt-Universität zu Berlin. 41.
- Paliga, Sorin (1999). Thracian and pre-Thracian studies: linguistic papers published between 1986 and 1996. Sorin Paliga.Шаблон:Better source
- Paliga, Sorin (2006). Etymological Lexicon of the Indigenous (Thracian) Elements in Romanian. Fundatia Evenimentul. ISBN 978-9738792005.
- Papazoglu, Fanula (1978). The Central Balkan Tribes in Pre-Roman Times:Triballi, Autariatae, Dardanians, Scordisci, & Moesians, translated by Mary Stansfield-Popovic. Hakkert. ISBN 978-9025607937.
- Pares, Bernard Sir; Seton-Watso, Robert William; Williams, Harold; Brooke Jopson, Norman (1939). The Slavonic and East European review: a survey of the peoples of eastern Europe, their history, economics, philology and literature. 18–19. W.S. Manely.
- Pârvan, Vasile (1926). Getica (на језику: Romanian и French). București, Romania: Cvltvra Națională.
- Parvan, Vasile (1928). Dacia. Cambridge University Press.
- Parvan, Vasile; Vulpe, Alexandru; Vulpe, Radu (2002). Dacia. Editura 100+1 Gramar. ISBN 978-9735913618.
- Parvan, Vasile; Florescu, Radu (1982). Getica. Editura Meridiane.
- Peregrine, Peter N.; Ember, Melvin (2001). „Encyclopedia of Prehistory: Volume 4: Europe”. Encyclopedia of Prehistory. 4 : Europe. Springer. ISBN 978-0306462580.
- Petolescu, Constantin C (2000). Inscriptions de la Dacie romaine : inscriptions externes concernant l'histoire de la Dacie (Ier-IIIe siècles). Enciclopedica. ISBN 978-9734501823.
- Pittioni, Richard; Kerchler, Helga; Friesinger, Herwig; Mitscha-Märheim, Herbert (1976). Festschrift für Richard Pittioni zum siebzigsten Geburtstag, Archaeologia Austriaca : Beiheft. Wien, Deuticke, Horn, Berger. ISBN 978-3700544203.
- Poghirc, Cicerone (1989). Thracians and Mycenaeans: Proceedings of the Fourth International Congress of Thracology Rotterdam 1984. Brill Academic Pub. ISBN 978-9004088641.
- Polomé, Edgar C. (1983). Linguistic situation in the western provinces. Sprache Und Literatur (Sprachen Und Schriften). Walter de Gruyter. ISBN 978-3110095258.
- Polomé, Edgar Charles (1982). „20e”.  Ур.: Boardman, John. Balkan Languages (Illyrian, Thracian and Daco-Moesian). The Cambridge Ancient History. 3 (2nd изд.). London: Cambridge University Press. ISBN 978-0521224963.
- Pop, Ioan Aurel (2000). Romanians and Romania: A Brief History. East European Monographs. ISBN 978-0880334402.
- Price, Glanville (2000). Encyclopedia of the Languages of Europe. Wiley-Blackwell. ISBN 978-0631220398.
- Renfrew, Colin (1990). Archaeology and Language, The Puzzle of Indo-European Origins. Cambridge University Press. ISBN 978-0521386753.
- Roesler, Robert E. (1864). Das vorromische Dacien. Academy, Wien, XLV.
- Rosetti, A. (1982). La linguistique Balkanique in Revue roumaine de linguistique, volume 27. Editions de l'Academie de la RSR.
- Ruscu, D. (2004).  William S. Hanson; I. P. Haynes, ур. The supposed extermination of the Dacians: the literary tradition. Roman Dacia: The Making Of A Provincial Society. Journal of Roman Archaeology. ISBN 978-1887829564.
- Russu, I. Iosif (1967). Limba Traco-Dacilor ('Thraco-Dacian language') (на језику: Romanian). Editura Stiintifica.
- Russu, I. Iosif (1969). Die Sprache der Thrako-Daker ('Thraco-Dacian language') (на језику: German). Editura Stiintifica.
- Scarre, Chris (1995). Chronicle of the Roman Emperors: The Reign-by-Reign Record of the Rulers of Imperial Rome. Thames & Hudson. ISBN 978-0500050774.
- Schmitz, Michael (2005). The Dacian threat, 101–106 AD. Armidale, NSW: Caeros. ISBN 978-0975844502.
- Schütte, Gudmund (1917). Ptolemy's maps of northern Europe: a reconstruction of the prototypes. H. Hagerup.
- Shchukin, Mark (1989). Rome and the barbarians in central and eastern Europe: 1st century BC – 1st century AD. BAR.
- Shchukin, Mark; Kazanski, Michel; Sharov, Oleg (2006). Des les goths aux huns: le nord de la mer Noire au Bas-Empire et a l'époque des grandes migrations. BAR. ISBN 978-1841717562.
- Sidebottom, Harry (2007). „International Relations”. The Cambridge History of Greek and Roman Warfare: Volume 2, Rome from the Late Republic to the Late Empire. Cambridge University Press. ISBN 978-0521782746.
- Skvarna, Dusan; Cicaj, Viliam; Letz, Robert (2000). Slovak History: Chronology & Lexicon. Bolchazy-Carducci. ISBN 978-0865164444.
- Solta, Georg Renatus (1980). Berücksichtigung des Substrats und des Balkanlateinischen. Wissenschaftliche Buchgesellschaft.
- Southern, Pat (2001). The Roman Empire from Severus to Constantin. Routledge. ISBN 978-0203451595.
- Taylor, Timothy (2001). Northeastern European Iron Age pages 210–221 and East Central European Iron Age pages 79–90. Springer Published in conjunction with the Human Relations Area Files. ISBN 978-0306462580.
- Tomaschek, Wilhelm (1883). Les Restes de la langue dace (на језику: French). Belgium: Le Muséon.
- Tomaschek, Wilhelm (1893). Die alten Thraker (на језику: German). I. Vienna: Tempsky.
- Thomson, James Oliver (1948). History of Ancient Geography. Biblo-Moser. ISBN 978-0819601438.
- Toynbee, Arnold Joseph (1961). A study of history. 2. Oxford University Press.
- Treptow, Kurt W (1996). A History of Romania. Polygon. ISBN 978-0880333450.
- Turnock, David (1988). The Making of Eastern Europe: From the Earliest Times to 1815. Routledge. ISBN 978-0415012676.
- Van Den Gheyn, Joseph (1886). „Les populations danubiennes: études d'ethnographie comparée” [The Danubian populations: comparative ethnographic studies]. Revue des questions scientifiques (на језику: French). Bruxelles: Société scientifique de Bruxelles. 17–18. ISSN 0035-2160.
- Vraciu, Ariton (1980). Limba daco-geţilor. Ed. Facla.
- Vulpe, Alexandru (2001). „Dacia înainte de romani”. Istoria Românilor (на језику: Romanian). 1. Bucharest: Univers Enciclopedic. ISBN 973-4503812.
- Waldman, Carl; Mason, Catherine (2006). Encyclopedia of European Peoples, 2-Volume Set. Facts on File. ISBN 978-0816049646.
- Watson, Alaric (2004). Aurelian and the Third Century. Routledge. ISBN 978-0415301879.
- Westropp, Hodder M. (2003). Handbook of Egyptian, Greek, Etruscan and Roman Archeology. Kessinger Publishing. ISBN 978-0766177338.
- White, David Gordon (1991). Myths of the Dog-Man. University of Chicago. ISBN 978-0226895093.
- Wilcox, Peter (1982). Rome's Enemies (1): Germanics and Dacians. Men at Arms. 129. Illustrator Gerry Embleton. Osprey. ISBN 978-0850454734.
- Wilkes, John (2005).  Alan Bowman; Averil Cameron; Peter Garnsey, ур. Provinces and Frontiers. The Crisis of Empire, AD 193–337. The Cambridge Ancient History. 12 (second изд.). Cambridge University Press. ISBN 978-0521301992.
- Zambotti, Pia Laviosa (1954). I Balcani e l'Italia nella Preistoria (на језику: Italian). Como.
- Zumpt, Karl Gottlob; Zumpt, August Wilhelm (1852). Eclogae ex Q. Horatii Flacci poematibus page 140 and page 175 by Horace. Philadelphia: Blanchard and Lea.